# Mau-Mau-Krieg

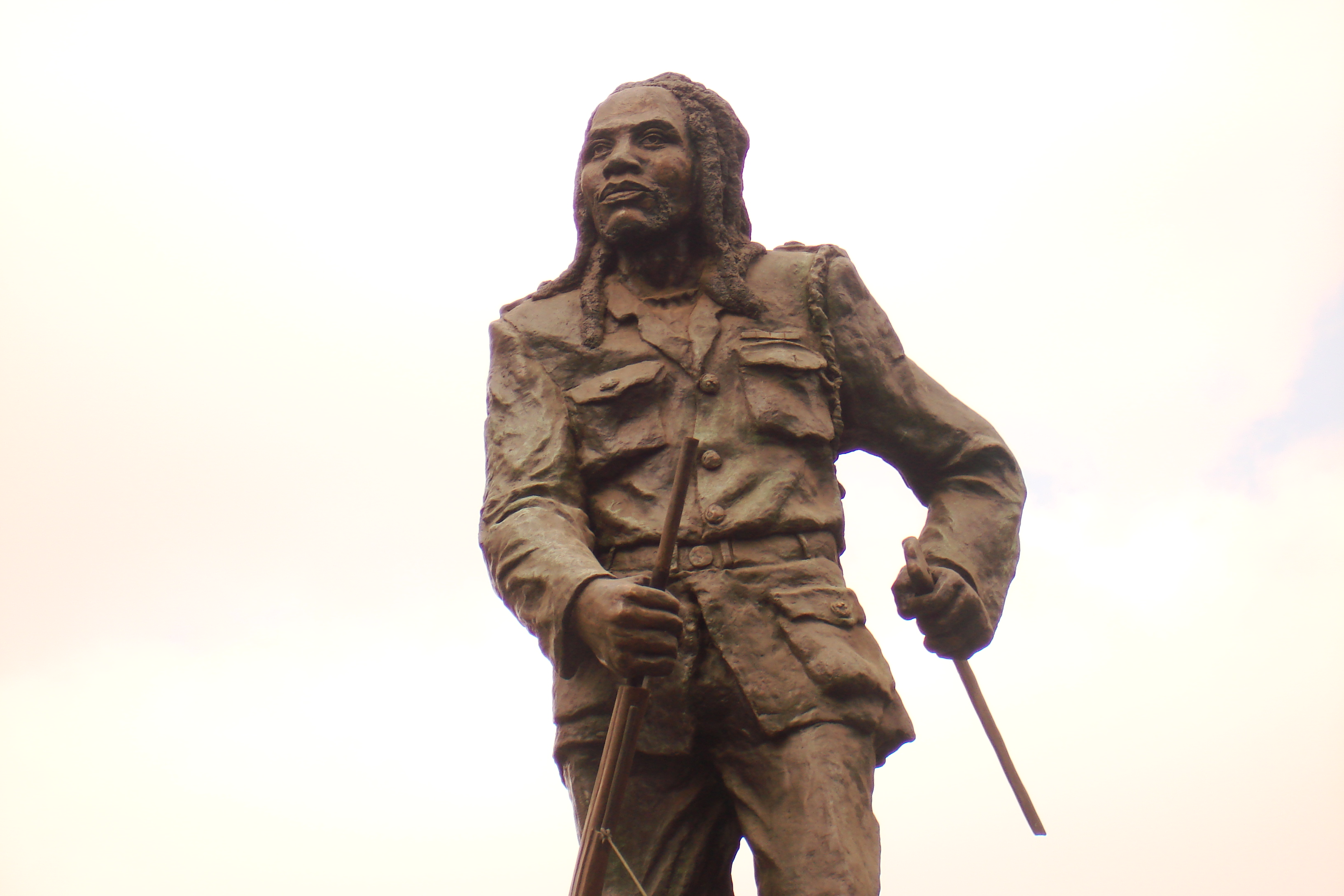
Denkmal für den Mau-Mau-General Dedan Kimathi im Zentrum Nairobis. Kimathi wurde 1957 gehängt.

Als Mau-Mau-Krieg wird der Kampf der antikolonialen Unabhängigkeitsbewegung Mau-Mau in der Kolonie Kenia gegen die Herrschaft der weißen Siedler und der Kolonialmacht Großbritannien bezeichnet (1952–1960). Er brachte die Grundfesten der britischen Herrschaft in der ostafrikanischen Siedlerkolonie ins Wanken. Mit dem Kampf gegen die Mau-Mau fochten die Briten einen ihrer blutigsten und langwierigsten Kriege im Entkolonialisierungsprozess des britischen Empires aus.
Der Begriff „Mau-Mau“ ist britischen Ursprungs. Seine etymologische Herkunft ist ungeklärt. Die Aufständischen nannten sich selbst Land and Freedom Army. Der Begriff bedeutet in der Sprache der Kikuyu auch Land durch Freiheit. Im Verlauf des Aufstands wurde „Mau-Mau“ als Swahili-Backronym gedeutet: „Mzungu Aende Ulaya, Mwafrika Apate Uhuru“, was so viel heißt wie „Lasst den Ausländer zurück ins Ausland gehen, lasst den Afrikaner seine Unabhängigkeit zurückgewinnen“.
Der Kampf der Mau-Mau wurde hauptsächlich von den bäuerlichen Kikuyu in der Zentralregion Kenias getragen, die seit Beginn des 20. Jahrhunderts unter großen Landenteignungen zugunsten weißer Siedler zu leiden hatten. Die Bewegung kämpfte mit Guerilla-Methoden gegen weiße Siedler und Angehörige der britischen Kolonialverwaltung, aber auch gegen Afrikaner, die die koloniale Herrschaft unterstützten oder die den bewaffneten Kampf und radikale Forderungen nach Landrückgabe ablehnten. In seinem Verlauf erhielt der Mau-Mau-Krieg zunehmend den Charakter eines Bürgerkrieges, seine Fronten bewegten sich nicht nur entlang der offensichtlichen Trennung zwischen Schwarzen und Weißen, sondern er spaltete auch die afrikanischen Gemeinschaften.
Die britische Kolonialmacht reagierte auf die Rebellion mit einem engmaschigen Netz aus Internierungslagern, in dem nahezu die gesamte afrikanische Bevölkerung Zentralkenias zusammengepfercht wurde. Zugleich führte sie von 1952 bis 1957 mit immensem militärischen Aufwand einen Krieg gegen die Guerilla-Kämpfer in den Wäldern und in der Hauptstadt Nairobi.
Obwohl die Mau-Mau am Ende der 1950er Jahre besiegt waren, führte ihr Kampf doch dazu, dass Großbritannien 1963 Kenia in die Unabhängigkeit entlassen musste.

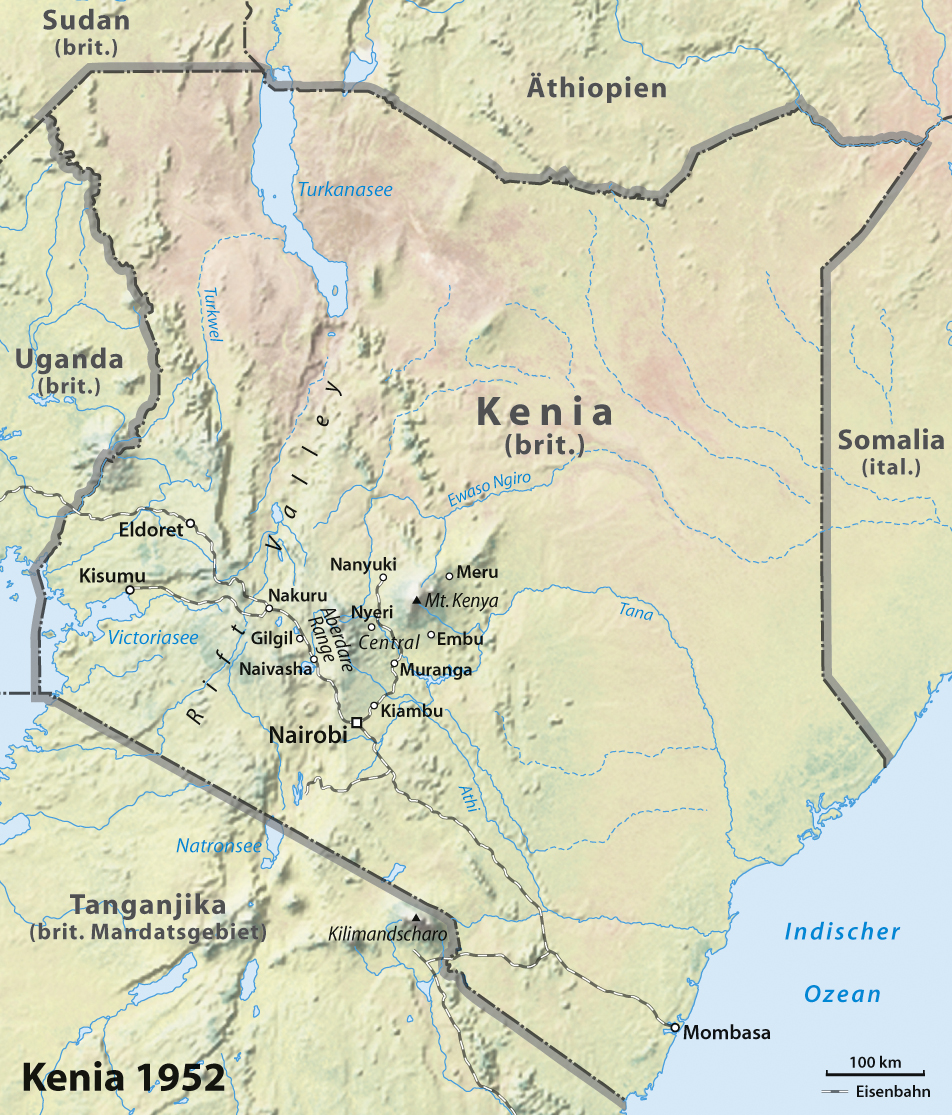
Kenia in den 1950er Jahren

## Das politische Klima auf dem afrikanischen Kontinent zur Entstehungszeit der Mau-Mau
Die 1950er Jahre waren das Jahrzehnt des großen afrikanischen Aufbruchs in die Unabhängigkeit. Dieser Aufbruch vollzog sich in einer globalen politischen Neuordnung. Koloniale Imperien lösten sich auf und eine große Zahl an neuen Nationalstaaten entstand. Die britische Kolonialmacht, die Indien, Pakistan und Palästina bereits aufgegeben hatte und die Übergabe Malaysias an eine einheimische Regierung vorbereitete, verlor auch in Afrika zunehmend an Einfluss. Als Kwame Nkrumah 1952 zum Premierminister der Kronkolonie Goldküste gewählt wurde, sahen afrikanische und westliche Beobachter dies als Hinweis auf die baldige Übergabe der afrikanischen Kolonien an einheimische Regierungen.
Zugleich formulierten jedoch auch die Siedlergruppen in Afrika ihre Ansprüche entschiedener. In Südafrika war 1948 mit der National Party eine politische Strömung an die Macht gekommen, die ein Apartheidssystem errichtete. Südrhodesien, Nordrhodesien und Nyassa-Land sollten miteinander verbunden werden, was von afrikanischen Beobachtern als Planung eines gigantischen weißen Siedlerstaates nach dem Vorbild Südafrikas verstanden wurde. Angesichts dieser Entwicklung sahen auch die rund 30.000 weißen Siedler Kenias die Zukunft des Landes in einem gestärkten Siedlerstaat und verstärkten ihre Bemühungen, die politische Entscheidungsgewalt auf sich zu konzentrieren und den Afrikanern jede Möglichkeit politischer Mitsprache zu verweigern.

## Vorgeschichte des Unabhängigkeitskrieges

### Landenteignung und Squatter
Kenia schien um die Mitte des 20. Jahrhunderts als eine britische Siedlerkolonie fest etabliert. Es war eine Kolonie für wohlhabende Europäer, die hier billig große Flächen an fruchtbarem Land pachten konnten und denen billige Arbeitskräfte und die politische Unterstützung der Kolonialregierung zugesichert waren. In Europa war die kenianische Siedlergesellschaft für ihren ausschweifenden Lebensstil sowie Jagd- und Sportveranstaltungen bekannt. Das Hochland rund um Nairobi, das fest in der Hand von europäischen Farmern war, wurde seiner lebensfreudigen weißen Bewohner und deren sorglosen Lebens wegen auch das „Happy Valley“ genannt.
Der Erfolg dieser Siedlergesellschaft basierte auf der Aneignung großer Teile des fruchtbaren Landes durch die Krone, die sich als Besitzerin der als „unbewohnt“ betrachteten Gebiete des Landes ansah. Insbesondere in Zentralkenia und im Rift Valley war die einheimische Bevölkerung bereits zu Beginn des Jahrhunderts von ihrem angestammten Land vertrieben worden. Das Land wurde daraufhin zu niedrigen Preisen als Pacht an weiße Siedler aus Südafrika, Europa und Australien vergeben. Die zuvor dort ansässigen Afrikaner, vor allem Kikuyu, Kamba und Massai, wurden in abgegrenzte Reservate umgesiedelt. Weitere Wellen von Enteignungen folgten nach dem Ersten Weltkrieg – von diesen Enteignungen waren vor allem Nandi und Kipsigis betroffen – und dem Zweiten Weltkrieg. Seit 1922 fungierte die Kinkuyu Central Association als politisches Sprachrohr für Restitutionsforderungen der indigenen Bevölkerung, die die Enteignungen als Diebstahl und Raub empfanden. Zwar versuchte die Kolonialverwaltung in den frühen 1930er Jahren dem Unmut der Einheimischen durch eine erhebliche Erweiterung der Reservate und den Stopp der Ausdehnung der Siedlungsgebiets der weißen Kolonisten auf den Hochebenen entgegenzuwirken, doch dieses Vorgehen verfehlte aufgrund der auch weiterhin nicht vorhandenen politischen Teilhabe der Schwarzen weitestgehend die erhoffte Wirkung.
Afrikanern war es seit 1923 nicht mehr erlaubt, Land außerhalb der Reservate zu besitzen oder zu erwerben. Die Enteignung machte zahllose Familien zu landlosen Bettlern, die gezwungen waren, auf die weißen Farmen zu ziehen, um dort ihren Lebensunterhalt zu verdienen. Das sicherte den europäischen Landbesitzern im Gegenzug billige Arbeitskräfte und entspannte die Landknappheit. Tatsächlich ermutigten viele Kikuyu-Familien junge Männer, auf europäische Farmen im Rift Valley zu ziehen und dort ein neues Leben zu beginnen.
Die Afrikaner, die auf weißen Farmen lebten, waren Squatter. Es wurde ihnen erlaubt, dort Häuser zu bauen, ein Stück Land zu bearbeiten und auf ungenutzten Flächen ihr Vieh weiden zu lassen. Im Gegenzug mussten alle Afrikaner über 16 Jahren bis zu 180 Tage im Jahr auf dem Farmland des europäischen Besitzers arbeiten. Materiell gesehen ging es vielen Squattern besser als den Afrikanern in den Reservaten. Sie verdienten besser als Afrikaner in den Reservaten und, weit entfernt von ihren Familien, waren sie von vielen tradierten Pflichten befreit und relativ unabhängig. Gleichzeitig gab es auf den Farmen kaum Schulen, wie sie die Missionen in den Reservaten eröffneten, was den Squattern wesentlich weniger Bildungsmöglichkeiten bot. Ende der 1930er Jahre lebten ca. 150.000 Kikuyu als Squatter auf weißen Farmen, ein geschätzter Bevölkerungsanteil von 15 %.

### Ausschaltung der Afrikaner als wirtschaftliche Konkurrenz

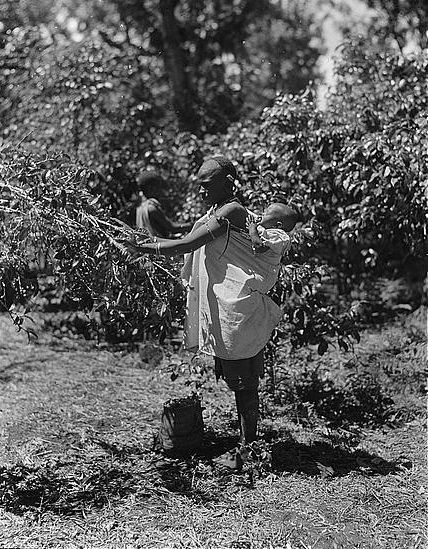
Kaffeepflückerin auf einer „weißen“ Farm im zentralen Hochland Kenias, 1936

Durch Marktregulierungen und Verbote wurde darüber hinaus jenen Afrikanern, die über Land verfügten, die Teilnahme am Markt untersagt. Gerade die Bewohner Zentralkenias, die über Jahrhunderte hinweg große Mengen an Lebensmitteln produziert und im 19. Jahrhundert riesige Karawanen mit Proviant versorgt hatten, waren geschickte und erfahrene Landwirte. Als sich die afrikanischen Bauern zu Beginn des 20. Jahrhunderts zu ernsten Konkurrenten für weiße Farmer entwickelten, übten die Siedler starken Druck auf die Kolonialverwaltung aus. Daraufhin wurde eine Reihe von Gesetzen erlassen, die afrikanischen Bauern die Produktion von Cash Crops wie Kaffee, Tee oder Sisal untersagte. Andere landwirtschaftliche Produkte wie Mais oder Getreide durften nach dem Zweiten Weltkrieg nur noch zu einem festgesetzten Preis auf den Markt gebracht werden.

### Die koloniale Verwaltungselite
Da die Verwaltungskräfte innerhalb des kolonialen Verwaltungsapparates immer sehr knapp waren, basierte die koloniale Herrschaft auf dem System der indirekten Herrschaft („indirect rule“). Afrikaner wurden als Chiefs und Polizei eingesetzt, denen die Aufgaben der Steuereinziehung, der Rekrutierung zur Arbeit und der Bestrafung wegen Gesetzesübertretungen oblagen. Mitte der 1920er Jahre wurden die Local Native Councils eingerichtet, Räte aus loyalen einheimischen Ältesten, denen allerdings der Distriktbeamte vorsaß. Diese dünne Schicht unter den Afrikanern profitierte von der Kolonialherrschaft. Sie wurden für ihre Loyalität mit Privilegien belohnt, wie etwa großen Anteilen des fruchtbaren Landes innerhalb der Reservate, speziellem Saatgut, Lizenzen für Handelstätigkeiten und dem Zugang zu billigen Arbeitskräften. So entstand unter diesen politischen Aufsteigern innerhalb der kolonialen Hierarchie auch eine privilegierte, wohlhabende Schicht.

### Die Musterschüler der Missionen
Zugleich wuchs in den Missionsschulen eine Gruppe von jungen, westlich gebildeten, christlichen Afrikanern heran, die Verbitterung und Zorn über die Verhältnisse in politischen Organisationen zum Ausdruck brachten. So entstanden zu Beginn der 1920er Jahre einige politische Gruppierungen, die sich gegen die Besteuerung, die Arbeitspflicht auf „weißen“ Farmen und die Landenteignungen aussprachen. Die prominenteste unter ihnen war die Kikuyu Central Association (KCA), die ab 1926 von Johnstone (Jomo) Kenyatta geführt wurde. Diese politisch agierenden Gruppen wurden von der Kolonialregierung nicht integriert, sondern mit aller Härte verfolgt. Einige Gruppen, so auch die KCA, wurden während des Krieges verboten, nachdem bereits in den 1920er Jahren zahlreiche Mitglieder deportiert worden waren. Bis zum Ende des Zweiten Weltkrieges blieb Afrikanern damit die Teilhabe an politischen Entscheidungsprozessen vollständig verwehrt.

## Entstehung und Ausbreitung der Mau-Mau

### Die allgemeine Lage nach dem Zweiten Weltkrieg
Der Zweite Weltkrieg brachte eine Verschärfung der Widersprüche innerhalb der kolonialen Gesellschaft Kenias mit sich. Die hohe Zahl an afrikanischen Kriegsteilnehmern verstärkte die Arbeitslast auf dem Lande, die Verbleibenden wurden zunehmend zur Arbeit auf den weißen Farmen gezwungen, um den Erfordernissen der Kriegswirtschaft gewachsen zu sein.
Als nach 1945 die Kriegsteilnehmer heimkehrten, wurde die Enge und Landknappheit umso deutlicher.
Hinzu kam eine Reihe von Regierungsmaßnahmen, die der Entwicklung des Bodens in den Reservaten dienen sollten. Insbesondere Frauen wurden zu Terrassierungsarbeiten gegen Bodenerosion gezwungen. Das führte zu zunehmendem Widerstand, da dadurch noch weniger Zeit für Arbeit auf den eigenen Landstücken blieb.
Die afrikanischen Kriegsteilnehmer hatten als Teil der alliierten Kriegsmächte Erfahrungen gemacht, die ihren Horizont enorm erweiterten. Sie kehrten mit einem neuen nationalen Selbstbewusstsein zurück, das in der Begegnung mit Menschen aus anderen britischen Kolonien, besonders aus Indien, bestätigt und gestärkt worden war. Sie hatten Seite an Seite mit weißen Europäern gekämpft und blutige Feindschaft unter Europäern erlebt. Während die weißen Veteranen jedoch entschädigt, ausgezeichnet und mit preiswertem Land versorgt wurden, erwartete die Afrikaner in der Heimat eine noch schlechtere Situation als jene, in der sie Kenia verlassen hatten, um in den Krieg zu ziehen. Weder in den extrem überbevölkerten Reservaten noch auf den Farmen der Weißen waren sie willkommen.
In den 1940er Jahren war die Zahl der landlosen Afrikaner erheblich gewachsen. Die Bevölkerung hatte sich von der verheerenden Hungersnot in Zentralkenia um die Jahrhundertwende erholt und wuchs unter dem Einfluss der westlichen Medizin und sinkender Sterblichkeitsraten sehr schnell. Unter den Kikuyu führte das zu erheblichen sozialen Verwerfungen. Land hatte nicht nur als wirtschaftliche Grundlage eine große Bedeutung. Darüber hinaus wurde es als soziale und kulturelle Ressource hoch bewertet: Um erwachsen zu werden, brauchte ein Mann Land, das ihm Viehhaltung erlaubte. Vieh wiederum war nötig, um einen Brautpreis für die Gründung einer Familie aufzubringen. Da das fruchtbare Land von riesigen Farmen europäischer Einwanderer besetzt war, konnten junge Männer kein unbesiedeltes Land mehr finden, auf dem die Gründung einer neuen Familie möglich war. Bei der Mehrzahl der landlosen Bevölkerung handelte es sich in den 1940er und 1950er Jahren daher um junge, verbitterte Afrikaner, denen klar geworden war, dass ihr Land ihnen keinerlei Lebensperspektiven bot. Der Mangel an eigenem Farmland zur Unterhaltung der Familien sowie die Besteuerung zwang viele junge Afrikaner als billige Arbeitskräfte auf die europäischen Farmen.

### Vertreibung der Squatter und Bodenkonservierungsmaßnahmen
Das Landproblem verschärfte sich besonders drastisch. Bereits vor dem Zweiten Weltkrieg rüsteten viele weiße Farmer technisch um. Afrikanische Arbeiter wurden damit immer weniger als Arbeitskräfte attraktiv, stattdessen wurde das von den Squattern bewohnte Land im Besitz weißer Farmer als mögliche Nutzfläche kostbarer. Während die afrikanischen Squatter davon ausgegangen waren, die Vereinbarung zwischen ihnen als Pächtern des Landes und Arbeitern für den Farmer sichere ihnen ein Gewohnheitsrecht auf das von ihnen selbst genutzte und bewohnte Landstück, klärte die Kolonialregierung nach dem Zweiten Weltkrieg endgültig, dass Afrikaner keine Lebens-, Nutzungs- und Besitzrechte auf weißen Farmen hätten.

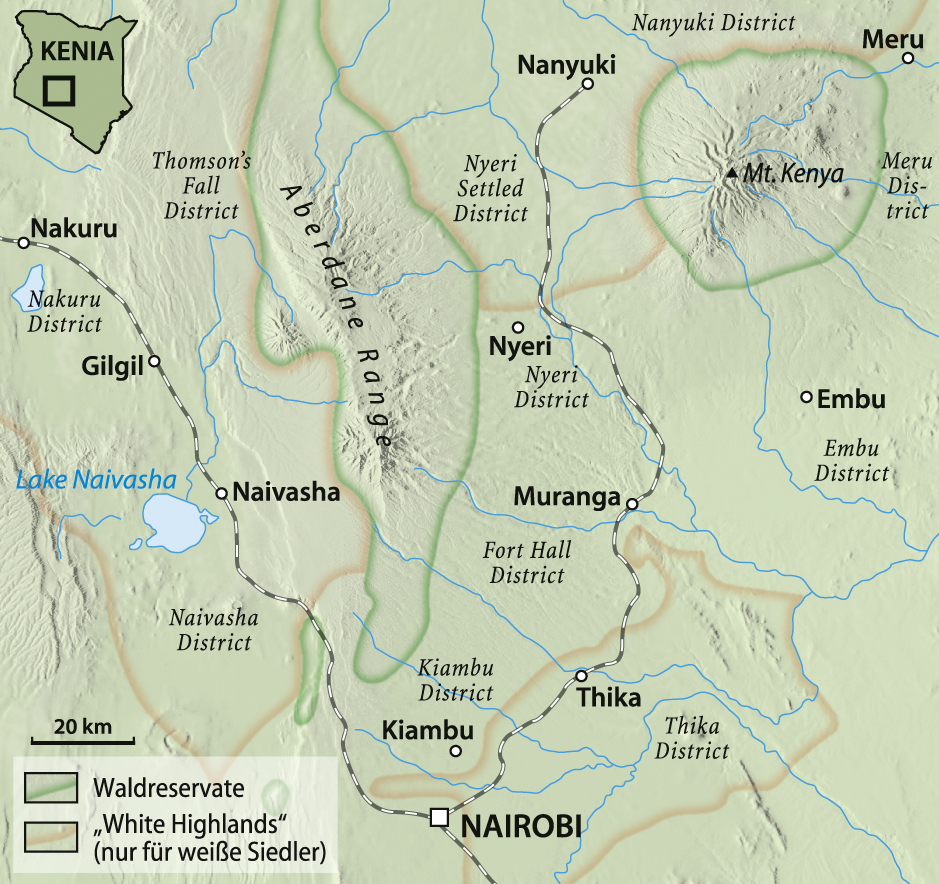
Reservate und „White Highlands“ in Zentralkenia 1952

Nach dem Krieg wurden bereits 1940 getroffene Vereinbarungen umgesetzt, Squattern den Besitz von Vieh zu verbieten, da dieses, so hieß es, Viehkrankheiten in die Farmen einschleppe. Da Vieh eine wichtige Einkommensquelle für die Squatter darstellte, verschlechterte sich ihr Lebensstandard rapide. Andere Farmer vertrieben die Squatter ganz von ihrem Farmland. Scharen von Kikuyu wurden in Nakuru, Naivasha oder Gilgil im Rift Valley wie Vieh in Züge verladen und „repatriiert“, nämlich in ihre Herkunftsregion Kiambu nahe Nairobi verschickt. Wegen der Enteignungen rund um Nairobi war die Landknappheit in den Reservaten dieses Gebietes besonders hoch.
Nachdem Pläne der Regierung, kleine Teile der „White Highlands“ wieder an die Kikuyu zurückzugeben, auf erbitterten Widerstand der Siedler stießen, unternahm die Kolonialverwaltung eine großangelegte Kampagne gegen Bodenerosion in den Reservaten. So wollte man der Landknappheit begegnen und eine intensivere Nutzung des Bodens ermöglichen. Die afrikanischen Chiefs wurden angewiesen, Arbeiter für Terrassierungsarbeiten zu rekrutieren und andere Maßnahmen streng zu überwachen. Bei den Arbeitern handelte es sich zum großen Teil um Frauen, die sich der Zwangsarbeit nicht zu entziehen wussten. Viele der Maßnahmen riefen gewaltsamen Widerstand hervor. Die Zwangsarbeiten ließen wenig Zeit für notwendige Arbeiten auf den eigenen Feldern, andere Maßnahmen wie Impfverordnungen für Rinder und Ziegen waren teuer und ruinierten die bereits verarmten Landwirte.
Das Zusammentreffen der „Repatriierung“ von Squattern in die Reservate und der Landschutzprogramme führte zu erbitterten Unruhen, Brandstiftungen und Bedrohungen weißer Chiefs.
Zu Beginn der 1950er Jahre wurden die politischen Debatten in Zentralkenia vom Thema Land, Landraub und Landrückgabe beherrscht. Grob kann man die Bevölkerung in drei verschiedene Lager aufteilen: zum einen die konservativen Kikuyu-Landbesitzer und -Unternehmer, die sich im Laufe der Kolonialzeit durch ihre Loyalität zur Regierung und eine Verwaltungslaufbahn zu einer wohlhabenden Gruppe entwickelt hatten; des Weiteren eine gebildete politische Elite, geprägt durch Christentum, die von Missionaren vermittelte Bildung und nationalistische Ideen – sie hatte verstanden, dass nur einer geringen Zahl von Afrikanern in der Siedlerkolonie Aufstiegschancen geboten wurden. Und schließlich eine junge, radikale Strömung, der sowohl die konservativen als auch die fortschrittlichen Eliten in ihrem Bemühen um friedliche Reformen nicht weit genug gingen.

### Die Macht des Schwures
Das entscheidende Mittel allerdings, die Menschen zu mobilisieren, entwickelte sich in Olenguruone (heute Nakuru County, damals in der Provinz Rift Valley). Hier lebten mehrere Tausend 1941 aus dem weißen Hochland umgesiedelte Kikuyu. Von erneuter Umsiedlung bedroht, begannen sie um 1943, die traditionelle Praxis des Schwures in ein politisches Instrument auszubilden. Schwüre hatten in der vorkolonialen Gesellschaft der Kikuyu besonders im Rechtssystem eine zentrale Bedeutung. Ein Schwur hatte eine sakrale Macht, die Lügner, Verräter und Zauberer entlarvte und jene, die ihn gemeinsam ablegten, fest aneinanderband. Frauen waren davon traditionell ausgeschlossen. Die neue Form des Eides konnten auch Frauen und Kinder ablegen. Dieser Eid verband alle in dem Versprechen, gegen die Ungerechtigkeit der britischen Herrschaft zu kämpfen. Britische Stellen gingen während des Krieges davon aus, dass rund 90 % der 1,5 Millionen Kikuyu mindestens einmal den zeremoniellen Schwur der Rebellen geleistet hatten.
Die Zeremonie des Schwures breitete sich in den Farmen der „White Highlands“ schnell aus, wo die Squatter, bedroht von der Vertreibung, nach Möglichkeiten der Solidarisierung suchten. Als die Kikuyu von Olenguruone 1950 erneut umgesiedelt wurden, diesmal nach Nairobi, erreichte der Schwur und seine Wirkung auch Zentralkenia und das urbane Zentrum Nairobi.

### Radikalisierung in den Städten
1944 gründeten daher ehemalige Mitglieder der KCA in Nairobi die Kenya African Union (KAU), eine neue Organisation, die landesweit für die Interessen der afrikanischen Bevölkerung eintreten wollte. Allerdings bestand der Führungskreis, Kiambaa Parliament genannt, ausschließlich aus Kikuyu. Zum Kern dieses Kreises gehörte auch Jomo Kenyatta, der zu den Veteranen der politischen Elite aus der KCA zählte und 1946 aus London zurückkehrte, sowie sein Freund, politischer Weggefährte und Schwager Peter Mbiyu Koinange.
Ab 1947 versuchte dieser innere Zirkel der KAU, neue, einflussreiche Mitglieder zu gewinnen, die das Ansehen der KAU stärken sollten. Diese sorgfältig ausgesuchten Personen, in der Regel betagte, erfahrene und wohlhabende Kikuyu, wurden durch eine Schwurzeremonie in das Kiambaa Parliament aufgenommen. Die Gebühr von 60 Schilling, die dabei entrichtet werden musste, sorgte dafür, dass dieser Kreis exklusiv blieb. Die KAU versuchte aber auch, unter den ländlichen und armen Kikuyu politische Anhänger zu finden. Kenyatta verfügte durch sein politisches Engagement und seine Schriften über enorme Popularität unter den Kikuyu. Seine Rückkehr elektrisierte die Bevölkerung. Er reiste durch das Land, seine flammenden Reden zogen Tausende von Zuhörern an. Er verteidigte einerseits die ländlichen Kikuyu gegenüber Vertreibung und den Zwangsmaßnahmen im Rahmen der Bodenkonservierungskampagne, andererseits versuchte er zu vermitteln und die Bevölkerung für langsame, vorsichtige Reformen unter Führung der KAU zu gewinnen.
In den Jahren nach dem Zweiten Weltkrieg wuchsen Unmut und Verzweiflung in der afrikanischen Bevölkerung stark an. Landlose, junge Menschen strömten in die Städte, vor allem nach Nairobi, wo Straßenhandel, Bierbrauen und Prostitution zu den wichtigsten Lebensgrundlagen wurden. Die offiziellen, abgezirkelten Wohnviertel für Afrikaner waren in Kürze dramatisch überbevölkert, illegale Quartiere wuchsen rasant und beherbergten um 1950 rund 80.000 Menschen. In Nairobi hatten sich kleine gewerkschaftliche Organisationen gegründet, die die Interessen der Taxifahrer, Klein- und Straßenhändler oder Dienstboten politisch vertraten. Politische Unzufriedenheit, Armut und Arbeitslosigkeit führten dazu, dass in den Vierteln östlich des Stadtzentrums, in denen die afrikanische Bevölkerung lebte, die Kriminalität Ende der 1940er Jahre rapide anstieg. Große Teile der afrikanischen Viertel standen unter keiner offiziellen Verwaltung. Es bildeten sich zahlreiche Banden, die Schutzgeld erpressten, für eine gewisse öffentliche Ordnung sorgten und sich mit den militanten Führern der Gewerkschaften verbündeten.
Eine dieser Gangs war die Anake a forti, zum großen Teil aus Veteranen des Zweiten Weltkrieges bestehend, darunter Waruhiu Itote. Sie zeichneten sich durch ein hohes Maß an politischem Bewusstsein aus, unterstützten den Widerstand der Squatter gegen die Umsiedlungsaktionen, operierten aber auch stets am Rande der Kriminalität, raubten Läden aus und überfielen Farmen. Bald spielten sie auch innerhalb der gewerkschaftlichen Verbände eine wichtige Rolle, ihr Rückhalt unter den mittellosen Kikuyu war groß. Aus dieser Verbindung von politischem, militantem Widerstand und Kriminalität entstand eine Gruppe radikaler Gleichgesinnter, die als Muhimu bekannt wurde.

### Liberale und radikale Nationalisten
Die Muhimu lehnte den moderaten Weg der KAU-Politiker rundweg ab. Während Kenyatta und seine Kampfgefährten Politik als Angelegenheit gestandener, wohlhabender, älterer Männer mit Lebenserfahrung betrachteten, sammelte sich um die Muhimu die junge Generation, die unter den Vertreibungen, der Korruption der afrikanischen Chiefs und der Landknappheit besonders litt und die ungeduldig auf Veränderungen, notfalls auch mit Gewalt drängte. Auch sie suchten Anhänger mit Schwüren an sich zu binden.
Um 1949 suchte Peter Koinange den Kontakt zu Mitgliedern der Muhimu, deren Einfluss auf die Kikuyu zunehmend zu einem Autoritätsverlust der KAU und ihrer Mitglieder führte. Man versuchte, die Popularität zurückzugewinnen, indem man die Anhänger der Muhimu in der KAU integrierte. Tatsächlich aber geschah das Gegenteil. Nachdem führende Mitglieder der Muhimu den Schwur der KAU geleistet hatten und damit Mitglied im innersten Zirkel der KAU geworden waren, veranstalteten sie die eigenen Schwurzeremonien und beriefen sich dabei auf Kenyatta. Damit hatten die jungen, militanten Oppositionellen die KAU geentert und in Besitz genommen, nutzten jedoch noch die Popularität der alten Führer.
Kenyatta verfügte über enorme Popularität im gesamten Gebiet der Kikuyu und darüber hinaus. Er war in den 1920er Jahren der redegewaltige Vorsitzende der KCA gewesen, war als Herausgeber und Autor einer kikuyusprachigen Zeitung bekannt geworden und hatte als Vertreter der KCA mit der Kolonialmacht in der Landkommission über die Rückgabe von enteignetem Land verhandelt. Für langjährige Teilnehmer in der politischen Szene, wie Kenyatta, war die Situation schwierig. Sie fürchteten nicht nur den Verlust ihrer politischen Anhänger, sondern auch die Radikalität der jungen Muhimu, die in der liberalen und moderaten KAU einen politischen Feind und ein Hindernis für den Freiheitskampf sahen. Tatsächlich sprach sich Kenyatta zwischen 1951 und 1952 mehrmals öffentlich gegen die wachsende Gewalt der seiner Ansicht nach undisziplinierten und unkontrollierten jungen Gangs aus. Im Frühjahr 1952 suchte ihn daraufhin ein Mitglied des inneren Zirkels der Muhimu, Fred Kubai, auf. Er drohte Kenyatta mit dem Tod, falls er seine öffentlichen Verurteilungen des bewaffneten Kampfes nicht einstelle.
Dennoch ist nicht ganz geklärt, inwiefern alte Mitglieder der KAU die wachsende Gewalt aus den Reihen der Muhimu und das Ziel eines bewaffneten Widerstandes unterstützten. Tatsächlich befand sich auch im Keller des Anwesens von Koinange, dem Sitz des Kiambaa Parliaments, ein Waffenlager, das aber bei der Verhaftung der Koinange-Familie nicht gefunden wurde. Sicher ist, dass sowohl Muhimu als auch das Kiambaa Parliament, der innere Zirkel der KAU, Waffen sammelten. Im Februar 1950 fasste das Kiambaa Parliament, bestehend aus alten und neuen, jungen Mitgliedern der Muhimu, den Entschluss, Waffen zu sammeln, und diskutierte darüber, eine Serie von Anschlägen auf wichtige Persönlichkeiten zu verüben.
Sicher ist jedoch, dass zu Beginn des Jahres 1950 die Mehrzahl der alten Mitglieder des Kiambaa Parliaments die Treffen kaum noch besuchten, wie etwa Kenyatta, oder nur noch als Zuschauer anwesend waren. Sie lehnten die Gewalt der „Gangster“ und „Verbrecher“, die das Ansehen der über Jahrzehnte gewachsenen, nationalistischen Bewegung beschädigten und ihre langjährigen, respektablen Mitglieder bedrohten, die mit einem in ihren Augen unwürdigen Schwur wahllos neue Mitglieder vereidigten, vehement ab.

### Die Entwicklung eines Klimas der Gewalt
Im August 1950 unternahm die Regierung erste Schritte, die „Mau-Mau“ (wie die Aktivisten der Schwurzeremonien inzwischen genannt wurden) als nichtregistrierte und daher illegale Organisation zu verbieten. Zu diesem Zeitpunkt waren bereits in vielen Regionen des Kikuyu-Reservates und in den „White Highlands“ Massenvereidigungen im Gange. Die Praxis des Schwures breitete sich in Nairobi ebenso wie auf dem Land rasch aus, besonders in den unabhängigen Schulen der Kikuyu fanden die Schwurzeremonien viele Anhänger. Die Vereidigungen wurden gewöhnlich von den lokalen Büros der Kenyan African Union organisiert, die in vielen Regionen bereits von den militanten, jungen Männern aus Nairobi dominiert wurden. Der Schwurzeremonie saßen Männer der Muhimu vor, die von Gebiet zu Gebiet reisten. Bei den Schwurzeremonien verpflichteten sich die Teilnehmenden, gegen die Kolonialmacht, alle ihre Vertreter und die Verräter aus den eigenen Reihen gnadenlos vorzugehen, und zu absoluter Geheimhaltung aller Aktivitäten und der Vereidigung selbst. Bei den Zeremonien waren die Anwesenden oft von großer Bitterkeit erfüllt. Gegner der Vereidigungen, etwa die afrikanischen Angestellten in den Verwaltungen, Christen aus den Missionskirchen, wohlhabende Kikuyu, die Unruhen und den Verlust ihrer Habe fürchteten, oder Personen, die die zunehmende Aktivität der radikalen, gewalttätigen jungen Männer in der Öffentlichkeit mit gemischten Gefühlen betrachteten, wurden mit Drohungen eingeschüchtert oder verprügelt. Häufig wurden einzelne Personen, etwa auf Farmen, mit Gewalt gezwungen, sich dem Eid zu unterziehen, um zu verhindern, dass Informationen über die Vereidigungen nach außen drangen.
Im April 1952 unternahm die Regierung eine Gegeninitiative. Auf Anraten von Louis Leakey, dem Sohn eines Missionars, der als Kind Kikuyu gelernt hatte, organisierten regierungsloyale Kikuyu-Älteste Reinigungsrituale, die die Teilnehmer von den Verpflichtungen der Mau-Mau-Schwüre lösen sollten. Damit verhärteten sich die Fronten, die Mau-Mau kämpften mit zunehmender Härte um ihre Anhänger.
Im Mai 1952 spülte der Kirichwa bei Nyeri die ersten Leichen ans Ufer. Bei den Toten handelte es sich um Kikuyu: einen Chief und einen Polizeiinformanten. Beide waren erschossen worden und ihre Leichname verstümmelt, vermutlich, weil sie unzuverlässige Zeugen einer Schwurzeremonie geworden waren. Zeugen, die über ihre Ermordung aussagten, verschwanden oder wurden in den folgenden Wochen selbst getötet. Bis zum September wurden 23 weitere Morde bekannt, zumeist afrikanische Mitarbeiter der Administration oder Informanten der Polizei, aber auch Angehörige anderer ethnischer Gruppen, von denen man fürchtete, sie könnten zu Verrätern werden. Darüber hinaus verschwand eine Reihe von Personen spurlos.
Die Unfähigkeit der Polizei, die Zeugen von Morden zu schützen, bis ein Gerichtsverfahren in Gang kam, führte immer mehr zu einer Atmosphäre der Rechtlosigkeit und Gewalt. Die weißen Siedler fühlten sich berechtigt, das Gesetz in die eigenen Hände zu nehmen, und – falls sie nicht ohnehin alle afrikanischen Arbeiter von ihrem Besitz jagten – reagierten mit harten Prügelstrafen, sobald sie von Schwurveranstaltungen auf ihrem Besitz hörten. Kikuyu, die sich Schwurzeremonien verweigerten, wurden eingeschüchtert, verprügelt und gemordet, oft blieben die Leichname grausam geschändet zurück. Loyale Afrikaner, die gegen die Mau-Mau eingestellt waren, vermieden Anzeigen, um nicht Opfer von Racheaktionen zu werden.
Als die Gewalt auf einem Höhepunkt angekommen war, verabschiedete sich der Gouverneur von Kenia, Sir Philip Mitchell, aus seinem Posten. Mitchell hatte keinerlei Anlass gesehen, auf die Vorkommnisse zu reagieren, und sich den Unmut von Siedlern, Verwaltung und der britischen Regierung zugezogen. Mit der Ankunft des neuen Gouverneurs, Evelyn Baring, im Oktober 1952 begann eine neue Phase in der Politik der Kolonie Kenia.

## Ausnahmezustand, Operation Jock Scott und Vorbereitung auf den Krieg
Eine der ersten Amtshandlungen des neuen Gouverneurs war die Teilnahme an der Beerdigung von Waruhiu wa Kungu, Paramount Chief der Zentralprovinz und damit oberster afrikanischer Repräsentant der Kolonialadministration. Waruhiu, reicher Landbesitzer, Christ und einflussreichster Afrikaner in Zentralkenia, war am 7. Oktober 1952 Opfer eines organisierten Anschlags geworden, ausgeführt nach Anleitung der Mau-Mau-Führer. Das Attentat schockte die kenianische Gesellschaft; es zeigte, mit welcher Entschlossenheit die Mau-Mau auch gegen hochrangige Personen im Land vorzugehen bereit war. Die Spur führte zur Koinange-Familie, allerdings ist stets unklar geblieben, inwieweit die etablierten Politiker der KAU damit zu tun hatten. Die kenianische Regierung allerdings kam zu der Überzeugung, dass die KAU und Mau-Mau miteinander identisch waren. Tatsächlich unterschieden sich beide sehr. Zwar gingen die jungen Militanten im Namen der KAU vor, jedoch fürchtete die wohlhabende afrikanische politische Elite die Mau-Mau besonders nach dem Anschlag auf Chief Waruhiu ebenso wie die weißen Siedler und die kenianische Regierung. Die radikale Reaktion der Regierung in der Folge dieses Anschlages führte jedoch erst zur wirklichen Konfrontation.
Am 20. Oktober verkündete Baring den Ausnahmezustand. Zugleich wurden in der Nacht zum 21. Oktober mit der Operation Jock Scott alle bekannten Mitglieder des Kiambaa Parliament sowie hochrangige Mitglieder der KAU verhaftet, darunter Kenyatta und zehn Mitglieder der Koinange-Familie. Einige der von Verhaftung Bedrohten konnten fliehen und sich in den Wäldern verbergen, darunter Dedan Kimathi und Stanley Mathenge, beide spätere Anführer der Mau-Mau-Armee in den Wäldern. Tatsächlich wurden bei dieser Aktion aber vor allem die moderaten Anführer der antikolonialen Kikuyu in Haft genommen, während die radikaleren vermutlich durch Spione unter den afrikanischen Angestellten der Regierung von der geplanten Verhaftungswelle erfahren hatten. Fast alle der mehr als 180 Verhafteten wurden zu fünf- bis siebenjährigen Gefängnisstrafen verurteilt. Der Prozess gegen Kenyatta als Hauptverdächtigen wurde trotz seiner prominenten Staranwälte zu einem Schauprozess. Nur ausgesuchte Journalisten waren anwesend, alle Informationen für die Öffentlichkeit wurden streng überwacht. Trotz dünner Beweislage wurde auch Kenyatta zu sieben Jahren Haft in einem Gefängnis im Norden Kenias, in Lodwar, verurteilt.
Die Operation Jock Scott sollte den Mau-Mau die Handlungsfähigkeit nehmen und die Polizei, unterstützt vom Militär, sollte für die Wiedereinführung von Ruhe und Ordnung sorgen. Drei Bataillone der King’s African Rifles wurden aus Uganda, Tanganjika und Mauritius nach Kenia verlegt, zusammen mit den beiden vorhandenen Bataillonen waren damit 3000 afrikanische Soldaten in Kenia stationiert. Darüber hinaus wurden mit dem Ersten Bataillon der Lancashire Fusiliers aus Ägypten auch britische Truppen nach Nairobi verlegt.
Die Mau-Mau-Kämpfer hingegen waren zu diesem Zeitpunkt kaum organisiert, ihre Struktur basierte auf den Verbindungen des in Nairobi ansässigen Muhimu mit den einzelnen Distrikten. Zwar sammelte man in ihren Reihen bereits seit einiger Zeit Waffen und Munition, auch ein Spionagenetz funktionierte überraschend gut. Es gab jedoch kaum Quartiere oder eine militärische Struktur, die ein geeintes und organisiertes Vorgehen erlaubte. Auf die Aktivitäten der Regierung allerdings reagierten die Mau-Mau mit einer entschlosseneren Planung. Vorrangige Ziele waren die Beschaffung von Waffen und Munition sowie der Aufbau einer militärischen Organisation in den Wäldern, in den Reservaten, in den „White Highlands“ und in Nairobi.
Neben der Regierung und den Mau-Mau rüsteten auch die zivilen Fronten auf. Die weißen Siedler, viele von ihnen britische Veteranen, die sich bereits vor Ausrufung des Ausnahmezustandes von der Regierung allein gelassen fühlten, organisierten sich in der Kenya Police Reserve, einer Hilfstruppe der Polizei. Mit Ausrufung des Ausnahmezustandes stieg die Mitgliederzahl in der Reservistengruppe stark an. Im Prinzip handelte es sich dabei um eine Miliz, die auf den weit voneinander entfernt gelegenen europäischen Farmen einander Schutz bot und in Selbstjustiz Mau-Mau-Verdächtige verhaftete, misshandelte und tötete.
Nach diesem Vorbild begannen auch afrikanische Chiefs, Grundbesitzer, Älteste und Geschäftsmänner in den Reservaten, mit eigenen Mitteln Milizen aufzubauen. Die sogenannten Home Guards sollten Geschäfte und Privatpersonen, Höfe und Ernten vor Brandstiftung, Plünderung und Mord schützen und für die Aufrechterhaltung der öffentlichen Ordnung sorgen. Auch die Home Guards gingen mit großer Brutalität gegen Mau-Mau-Verdächtige vor.
Mit dieser Entwicklung bis zum Ende des Jahres 1953 wuchsen Angst, Brutalität und die Entschlossenheit zu kompromisslosem Vorgehen mehr und mehr, insbesondere, da alle Parteien die Regierung auch weiterhin nicht für fähig hielten, die Mau-Mau unter Kontrolle zu bekommen.

## Der Kampf der Mau-Mau
Wachsender Unmut der kenianischen Bevölkerung gegen die Landaneignung europäischer Siedler führte zu einem Aufstand gegen die britische Kolonialmacht. Nachdem die Kolonialbehörden zahlreiche Beschwerden von Vertretern der afrikanischen Volksgruppen ignoriert hatten, kam es 1951 zu ersten gewalttätigen Ausschreitungen. Ein Jahr später begann der Geheimbund Mau-Mau, dem überwiegend Mitglieder der Kikuyu-Volksgruppe angehörten, den bewaffneten Kampf gegen die Europäer. Die Briten riefen im Oktober 1952 den Ausnahmezustand aus und sandten Truppen nach Kenia. Der moderate Nationalist Jomo Kenyatta, Vorsitzender der von Kikuyu dominierten Kenya African Union, wurde verhaftet, der Anstiftung zu dem Aufstand angeklagt und 1953 zu sieben Jahren Gefängnis verurteilt. Bis zur endgültigen Niederschlagung des Aufstandes 1956 kamen nach offiziellen Angaben etwa 7800 Mau-Mau-Kämpfer sowie auf Seiten der Sicherheitskräfte 470 Afrikaner und 63 Europäer ums Leben. 90.000 Kikuyu waren in Lagern interniert. In diesen Lagern kam es zu Folter, auch mit Kastrationen. Die politischen Organisationen blieben verboten, der Ausnahmezustand wurde erst am 12. Januar 1962 aufgehoben. Für Kenia war der Mau-Mau-Aufstand der Beginn einer Entwicklung, an deren Ende die Unabhängigkeit (am 12. Dezember 1963) stand.

### Mau-Mau in den Reservaten
Das Herz der Kikuyugebiete bildeten die Reservate, die sich aus den Distrikten Kiambu, Murang’a und Nyeri zusammensetzten, einer Region zwischen Nairobi, dem Zentrum der kolonialen Macht, und dem Mount Kenya, und den Gebieten Meru und Embu östlich und nördlich des Mount Kenya. Zur gleichen Zeit bildeten sich in der Hauptstadt Nairobi revolutionäre Gewerkschaftsbewegungen und Parteien, wie die Kenya African Union (KAU), die später die Führung des Aufstands übernahmen. Hieraus bildete sich auch die Forty Group. Ihnen ging es um weitergehende Ziele wie die Unabhängigkeit und den Abzug der britischen Militär- und Siedlermacht. Damit radikalisierte sich die Widerstandsbewegung, die daraufhin begann, weiße Farmen anzugreifen und gegen politische Gegner vorzugehen.

### Mau-Mau in der Hauptstadt Nairobi
Die Gewalt zwang den Führer der KAU, Jomo Kenyatta, zu mehreren Stellungnahmen, in denen er dem Radikalismus der Mau-Mau öffentlich abschwor. Eine der immer wieder gestellten und letztlich wahrscheinlich nicht umfassend zu beantwortenden Fragen ist die nach seiner wirklichen Rolle im Mau-Mau-Freiheitskampf. Dafür wurde er schließlich zu sieben Jahren Gefängnis und späterem Hausarrest verurteilt. Fest steht, dass er kein operativer – auch kein heimlicher – Führer dieses militärischen Kampfes war. Er war nicht mit den Methoden dieses Kampfes einverstanden, stand aber auch diesem Teil seines Volkes nahe, denn diese Kämpfer wollten ebenfalls die Kolonialherrschaft der Briten beenden. Insofern hatte man gemeinsame Ziele, nur nicht die gleichen Wege. Er verstand es aber immer, die Übergriffe der Mau-Mau-Kämpfer politisch zu nutzen, wodurch zum Beispiel der Widerstandswille der Bevölkerung nach dem Zusammenbruch des Mau-Mau keineswegs erlahmt war. Die Mau-Mau-Kämpfer wurden aber nie in irgendeiner Form kompensiert oder von Kenyatta an der Macht beteiligt.

## Die Antwort der Kolonialmacht

### Kampf gegen die Mau-Mau-Truppen

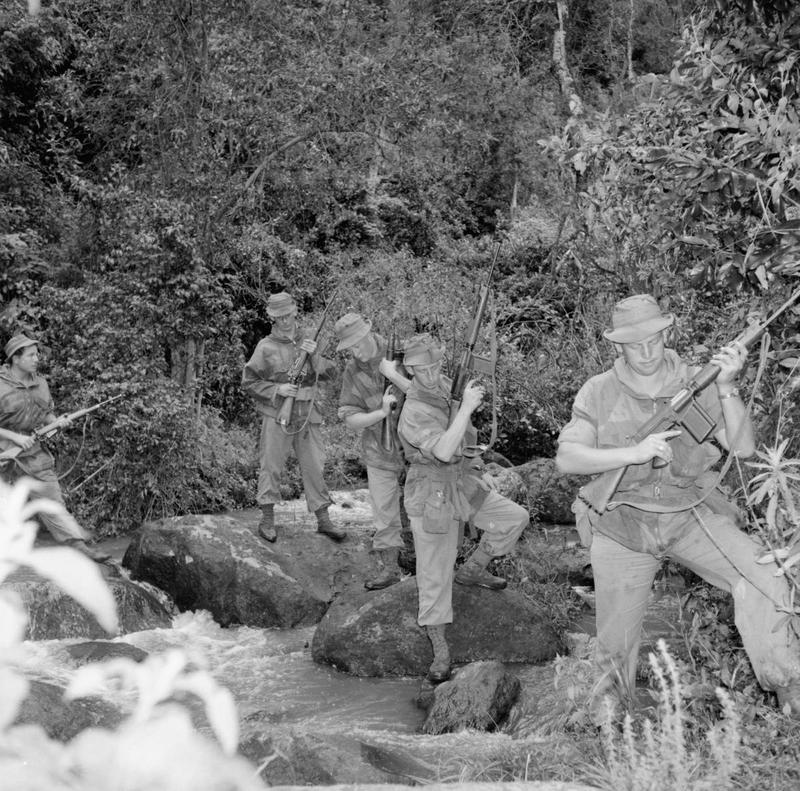
Patrouille der britischen Armee beim Überqueren eines Flusses während der Mau-Mau-Rebellion

Nach der Einsetzung des neuen Gouverneurs Evelyn Baring (1952) entschloss sich die britische Regierung, den Widerständlern entschlossener entgegenzutreten. Sie zog Truppen zusammen und erklärte am 20. Oktober 1952 den Ausnahmezustand. Noch am gleichen Tag wurde Kenyatta zusammen mit weiteren Kikuyu-Führern verhaftet und später vor Gericht gestellt. Armeen von Kikuyu-Freiheitskämpfern gingen daraufhin in die Wälder des Mount-Kenya-Massivs und der Aberdares, um einen Guerillakrieg gegen die europäischen Siedler zu führen. Dabei erhielten sie Unterstützung aus den Städten und von der Landbevölkerung. Farmen und Polizeistationen wurden angegriffen und Siedler ebenso wie Kollaborateure getötet. Die Briten reagierten mit Angriffen auf Rebellenverstecke und Umsiedlungsaktionen, die den Rückhalt der Bewegung zerstören sollten. 1956 wurde der letzte Rebellenführer, Dedan Kimathi, mit wenigen verbliebenen Anhängern gefasst, 1957 wurde er gehängt. Der Ausnahmezustand blieb noch bis zum 12. Januar 1962 in Kraft.
Grundsätzlich orientierte sich Baring an der erfolgreichen britischen Aufstandsbekämpfung in Malaya seit 1950 und wollte die dort erprobte Doppelstrategie aus militärischer und polizeilicher Härte sowie sozialen und politischen Zugeständnissen umsetzen. Allerdings stimmte die britische Regierung erst im Sommer 1953 der zivilen Komponente zu, so dass bis zu deren Umsetzung bereits fast ein Jahr lang Internierungen und militärische Offensiven geherrscht hatten. Zu diesem Zeitpunkt begann Baring dann zusammen mit dem neuen militärischen Kommandeur George Erskine Koordinationsstrukturen für Militär, Polizei und Zivilverwaltung einzurichten. Zudem lief ein Programm zum Aufbau von Infrastruktur in ländlichen Gebieten und zur Unterstützung einheimischer Bauern an. Darüber hinaus wurden Kikuyu in Dörfer mit besserer Nahrungsmittelversorgung und Schulen umgesiedelt. Im Vergleich zu Malaya war diese Strategie weitaus weniger erfolgreich, was wohl auch an einer größeren Betonung des harten Vorgehens gelegen haben dürfte. Selbst bezogen auf die niedrig angesetzten Regierungsangaben lag die Anzahl der Internierten in Kenia mehr als 60 Mal höher als in Malaya.

### Special Emergency Assize Courts
Im April wurden spezielle Gerichte, die Special Emergency Assize Courts etabliert, die für die Verurteilung von Mau-Mau-Kämpfern zuständig waren. Zwischen April 1953 und Dezember 1956 wurde in 1211 Prozessen über die Beteiligung von 2609 Personen an Mau-Mau-Verbrechen verhandelt. Ca. 40 Prozent der Angeklagten wurden freigesprochen, 1574 zum Tode durch den Strang verurteilt. 1090 Verurteilte wurden ohne Berufungsberechtigung im Anschluss an die Verhandlungen öffentlich gehängt, mehr als 400 begnadigt, häufig, weil sie nachweisen konnten, dass sie das 18. Lebensjahr noch nicht vollendet hatten. Sowohl Begnadigte als auch Freigesprochene wurden in der Regel nach der Verhandlung erneut verhaftet und wegen kleinerer Vergehen oder ohne Begründung in eines der Konzentrationslager verbracht. Noch bis 1958 wurden Gerichtsverfahren gegen Mau-Mau-Verdächtige geführt.

### Internierung der Zivilbevölkerung
Insgesamt wurden in den ersten Tagen des Ausnahmezustands über 8.000 Personen verhaftet. Außerdem wurden zehntausende Verdächtige in Internierungslagern festgehalten, deren Insassen häufig gefoltert und zum Teil hingerichtet wurden.
Die nicht mehr zu verdeckenden Menschenrechtsverletzungen in den Internierungslagern, die die britische Regierung aber trotzdem bis 2012 offiziell leugnete, waren letztendlich der Auslöser für den britischen Rückzug aus Kenia. Obwohl die Mau-Mau-Rebellion militärisch besiegt war, blieben die Lager erhalten und wurden erst 1959 auf Druck der britischen Öffentlichkeit, insbesondere einiger Labour-Abgeordneter im Parlament, geschlossen. Der Skandal um die Ermordung von 11 Häftlingen im Hola-Lager 1959 und die Vertuschungsversuche durch offizielle Stellen bis hin zum Gouverneur führten dazu, dass auch konservative Abgeordnete sich zunehmend von den weißen Siedlern und dem Kolonialregime distanzierten und die Unabhängigkeit befürworteten. Die enormen Kosten des Krieges gegen Mau-Mau und der Unterdrückung von Befreiungsbewegungen in anderen Teilen des Empire trugen sicherlich ebenfalls zu dieser Entscheidung bei.

### Opfer
Die genaue Zahl der Opfer ist aufgrund der Beseitigung vieler Dokumente unbekannt. Auf britischer Seite starben 63 Soldaten und 33 Siedler, des Weiteren mehr als 1800 einheimische Polizei- und Unterstützungskräfte. Die offizielle Angabe für die Verluste auf Seiten der Rebellen liegt bei 11.500; Schätzungen aktueller Forschungen bewegen sich zwischen 20.000 und 100.000. Die Zahl der Internierten schätzte der britische Historiker David Anderson auf rund 150.000; Caroline Elkins dagegen auf 1,5 Millionen, im Prinzip handelte es sich dabei um die gesamte als „nicht-loyal“ klassifizierte Kikuyu-Bevölkerung.

## Internationale Reaktionen auf Mau-Mau
Von Beginn des Krieges im Oktober 1952 an ging den Mau-Mau der Ruf von unzivilisierter Wildheit und Grausamkeit voraus, unter den weißen Siedlern in Kenia ebenso wie in Großbritannien. Eine große Rolle spielten dabei insbesondere Fotos, die den Kampf der Mau-Mau diskreditierten und ins Lächerliche zogen. Mau-Mau wurde in der Presse als barbarische, antieuropäische und antichristliche Sekte dargestellt, die grausame Rituale pflegte und in einem irrationalen Widerstand gegen die Zivilisationsmission der Briten in Kenia auf die Taktik des primitiven Terrors zurückgegriffen habe. Besonders in den frühen 1950er Jahren erregte Mau-Mau die Aufmerksamkeit nicht nur der Presse in Großbritannien und in den Commonwealth-Staaten, sondern auch in den USA, Westeuropa und in den sozialistischen Ländern. Große Magazine zeigten Fotos, auf denen die Wildheit der Terroristen und die Ruhe und Ordnung der europäischen Siedler nebeneinandergestellt wurden. Die Mau-Mau galten als Gangster, Verbrecher und Terroristen, nur wenige Kommentare in der Presse nahmen ihr Anliegen ernst. Selbst kritische Berichte über den Kolonialstil der Briten in Kenia und die Siedler mischten sich mit pittoresken Einzelheiten gruseliger Schwurzeremonien, die die Mau-Mau-Kämpfer zu skurrilen Terroristen machten. So schrieb etwa das deutsche Nachrichtenmagazin Der Spiegel kurz vor der kenianischen Unabhängigkeit 1963 über die Mau-Mau-Rebellen, „die nach nächtlichen Schwüren bei Ochsenblut und toten Katzen Vieh und Frauen weißer Siedler zerhackten und schwarze Mau-Mau-Feinde massakrierten“.
In Teilgebieten der Bundesrepublik Deutschland wurden aufgrund des Mau-Mau-Aufstandes in Kenia soziale Elendssiedlungen Mau-Mau-Siedlungen genannt. Die Slumbewohner wurden von den mittelständischen Nachbarn abwertend als Mau-Maus bezeichnet. Man meinte Verhaltensähnlichkeiten wie die Zerstörungswut zu erkennen. Der Begriff Mau-Mau für Asoziale fand im Rheinland, im Ruhrgebiet, in Hamburg und Berlin bis in die 1970er Jahre hinein Verwendung.

## Vom Krieg zur Unabhängigkeit
Vor der Unabhängigkeit wurden einige Veränderungen vollzogen: Bereits 1957 wurden acht afrikanische Mitglieder in den Legislative Council gewählt und 1959, zum Wendepunkt afrikanischer Repräsentanz, wählte man 25 Afrikaner, 15 Asiaten, 5 Araber und 46 Europäer. Die afrikanische Mitgliederzahl vergrößerte sich gegenüber den nichtafrikanischen Delegierten. Aus der Kenya African Union hatten sich die Kenya African National Union (KANU) und die Kenya African Democratic Union (KADU) gebildet. Beide setzten sich für die Freilassung Kenyattas ein, der schließlich 1961 aus der Gefangenschaft entlassen wurde.
Im Mai 1963 wurden die ersten Wahlen mit gleichem Stimmrecht abgehalten und am 12. Dezember 1963 wurde Kenia in die Unabhängigkeit entlassen (in der Landessprache Swahili Uhuru, deutsch „Freiheit“). Im Jahr darauf wurde die Republik mit Jomo Kenyatta als erstem Präsidenten ausgerufen.

## Historiografische, juristische und gesellschaftliche Aufarbeitung von Mau-Mau

### Mau-Mau in der kenianischen Erinnerungskultur
Mau-Mau ist in der Geschichte der kenianischen Nation zu einem zentralen Erinnerungsort geworden. Im öffentlichen Leben, in politischen Diskursen wie in der wissenschaftlichen Geschichtsschreibung war Mau-Mau stets ein Thema der Auseinandersetzung und behielt eine kontinuierliche Faszination. Kontroverse Zeitungsartikel und Bücher, aber auch politische Auseinandersetzungen sorgten für eine beständige Beschäftigung mit dem Thema.
Die politische Elite des nachkolonialen Kenia versuchte dabei, mit einer Rhetorik der Versöhnung und Verallgemeinerung die Gräben, die Mau-Mau in Kenia gerissen hatte, vergessen zu lassen. Kenyatta rief unter der Devise „Forgive and Forget“ zur Vergebung und zum Vergessen der Gewalt auf, verurteilte zugleich aber die Schwurpraxis der Mau-Mau ebenso wie ihre Kampfmethoden als gesetzlos. Daniel arap Moi, ab 1978 Kenyattas Nachfolger im Präsidentenamt, propagierte im Interesse einer geeinten Nation ein undifferenziertes Bild der Vergangenheit, in der eben „alle Kenianer“ für die Unabhängigkeit gekämpft hätten. Trotz des generellen Nyayo-Kurses versuchte Moi, Anfang der 1980er Jahre Mau-Mau machtpolitisch zu instrumentalisieren.
Neben diesem politischen Kurs entwickelte sich unter ehemaligen Mau-Mau-Kämpfern, Schriftstellern und Wissenschaftlern eine rege öffentliche Diskussion. Veteranenverbände setzten sich – so es ihnen erlaubt war – für die Anerkennung der entscheidenden Bedeutung Mau-Maus beim Erreichen der Unabhängigkeit Kenias ein. Es entstand eine reiche autobiografische Literatur von Mau-Mau-Veteranen, die ihre Aufopferung für die Unabhängigkeit Kenias gewürdigt wissen wollten. Mau-Mau sollte zur heroic episode in der Geschichte Kenias werden.
Schriftsteller und Historiker interpretierten Mau-Mau als Höhepunkt des nationalistischen Kampfes der kenianischen Massen. Die frühen postkolonialen Jahre werteten sie als neokolonialistischen Verrat an Mau-Mau. Das führte zu einer polarisierenden, exklusiven Nationsvorstellung, in der Mau-Mau-Kämpfer und -Sympathisanten eine privilegierte Rolle in der Nation beanspruchten. Dieses erinnerungspolitische Lager hatte zeitweise unter starken Repressionen zu leiden.

### Die juristische Aufarbeitung des Aufstandes
Die britische Regierung gestand im Juli 2012 erstmals ein, dass in den Internierungslagern während des Mau-Mau Aufstandes gefoltert wurde. Am 5. Oktober 2012 entschied der oberste Gerichtshof in London, dass drei Kenianer, die in den 1950er Jahren in britischen Lagern gefangen gehalten und gefoltert wurden, trotz der seitdem verstrichenen Zeit eine Klage auf Schadenersatz gegen die britische Regierung vor Gericht erheben dürfen. Die drei Kläger – Paulo Muoka Nzili, Wambuga Wa Nyingi und Jane Muthoni Mara – betrachteten sich dabei als Stellvertreter für viele andere Mau-Mau-Veteranen, die sich noch immer als die vergessenen Kämpfer für die Freiheit Kenias sahen und die trotz ihres teilweise hohen Alters keine Unterstützung vom kenianischen Staat erhielten. Der Anwalt der Kläger hoffte auf eine außergerichtliche Einigung, in der vor einem Prozess, der unter Umständen erst ein Jahr nach diesem Urteil beginnen könnte, ein Unterstützungssystem für die Opfer der Kolonialgewalt geschaffen würde. Das Gericht hatte für den Prozess erstmals Einsicht in über 8000 Akten der damaligen Kolonialregierung, die ansonsten noch der Geheimhaltung unterlagen. Anfang Mai 2013 wurde bekannt, dass die britische Regierung mit den Opfern über eine Entschädigung verhandelte, Einzelheiten zu den geheimen Verhandlungen wurden aber nicht bekannt. Gleichzeitig war die Möglichkeit eines Einspruchs der britischen Regierung gegen das Urteil aus dem Oktober 2012 noch immer gegeben. Am 6. Juni 2013 gestand Außenminister William Hague im Namen der britischen Regierung ein, dass die Kenianer unter der Kolonialregierung gelitten hätten, und erkannte an, dass Menschen gefoltert worden waren. Hague gab bekannt, dass die noch überlebenden 5228 Kenianer, die im Zusammenhang mit dem Mau-Mau-Krieg von der britischen Kolonialregierung inhaftiert worden waren eine Entschädigung von jeweils knapp 3000 £ erhalten würden. Dies entspricht einer Gesamtsumme von 19,9 Millionen Pfund Sterling (£). Während er die Leiden anerkenne, sagte Hague aber auch, dass die Regierung eine juristische Verantwortung für die Vorgänge noch immer ablehne, da mit der Unabhängigkeit Kenias 1963 auch die Verantwortung für die Foltervorgänge an den neuen Staat übergegangen sei. Die Reaktion in Kenia auf diese Erklärung war zurückhaltend. Anwälte kündigten an, dass noch mehr als 8000 weitere Kenianer Anspruch auf Entschädigung erheben würden. Es wurde gleichzeitig bekannt, dass die britische Regierung die Errichtung eines Denkmals für die Opfer des Aufstandes in Nairobi unterstützen würde.

### Verarbeitung in Film und Literatur
Der britische Spielfilm Der älteste Schüler der Welt von 2010 unter Regie von Justin Chadwick, mit Oliver Litondo und Naomie Harris in den Hauptrollen, erzählt ein biographisches Drama über den Mau-Mau-Veteranen Maruge, der sich im Alter von 84 Jahren das Recht auf Schulbildung erkämpfte. In Rückblenden werden seine Erinnerungen an den Aufstand und die Jahre in Folterlagern gezeigt.
Das Bild eines progressiven antikolonialen Befreiungskampfes mit sozialistischer Orientierung vermittelt der in der DDR viel gelesene Roman General Afrika von W. Iwanow-Leonow.
Robert Ruark vermittelt in seinen beiden Romanen Die schwarze Haut (1952) und Uhuru (1962) einen lebendigen Eindruck dieser Zeit. Auch mehrere der Romane des kenianischen Autors Ngũgĩ wa Thiong’o thematisieren den Krieg und dessen Auswirkungen.
Siegfried Lenz‘ Erzählung Lukas sanftmütiger Knecht spielt vor dem Hintergrund der Mau-Mau-Unruhen.

### Mau-Mau als Gegenstand der historischen Forschung
Bis in die frühen 1960er Jahre hinein hielt sich das Bild der Mau-Mau als fanatische, rückwärtsgewandte Bewegung orientierungsloser Bauern, die, manipuliert von skrupellosen Demagogen und verängstigt durch religiösen Aberglauben, sich in irrationale Gewalttätigkeit flüchteten. Die Ursache des Aufstandes sah man in der psychischen Unfähigkeit der Kikuyu, sich modernen Lebensbedingungen anzupassen, die sie eine Rückkehr zu primitiven Traditionen anstreben ließ. Soziologen und Historiker beschäftigten sich nicht mit der Bewegung, stattdessen wurde sie eher Gegenstand ethnologischer Arbeiten und populärwissenschaftlicher Literatur.
In den 1960er Jahren wurde diese Interpretation von verschiedenen Seiten hinterfragt und angezweifelt. Memoiren politischer Kikuyu-Akteure, Bücher von kenianischen Politikern aus anderen Regionen und die ersten grundlegenden historischen und sozialanthropologischen Arbeiten entlarvten die bisherige Interpretation als Vorwand der Kolonialmacht, die sozio-ökonomischen und politischen Wurzeln der Bewegung nicht anzuerkennen. Stattdessen legten die Arbeiten der frühen postkolonialen Zeit den Fokus auf die kolonialen Machtstrukturen und betonten den nationalen Charakter der Bewegung. Nachfolgende Arbeiten hielten zum großen Teil die marxistische Perspektive, die sie in Theorien von Revolution und kollektivem Widerstand einbetteten.
Auch die in Kenia ansässigen Historiker beschäftigten sich trotz des teilweise restriktiven politischen Klimas ab den frühen 1970er Jahren wiederholt und in kontroversen Debatten mit Mau-Mau. Sie deuteten Mau-Mau als Generationskonflikt, als tribale Bewegung oder als Höhepunkt des organisierten antikolonialen, nationalistischen Widerstands in Kenia. Dabei bewegten sich die Forscher in einem sensiblen politischen Umfeld, was Repressionen bis hin zu Verhaftungen bedeuten konnte.
In den späten 1980er Jahren kam es zu einem gewissen Arrangement der verschiedenen Lager. Auch marxistische Interpretamente fanden Eingang in versöhnlichere Positionen. Generell bemühten sich die meisten Historiker, die widersprüchlichen Resultate von Mau-Mau darzustellen und die vielfältigen Ursachen anzuerkennen.
Die Diskussion über Mau-Mau ging in den 1990er Jahren ungebrochen weiter. Beispielsweise fand im September 1992 in Kisumu eine Konferenz der Historical Association über das Thema Mau Mau After 40 Years statt. Hier wurden unter anderem die Panikreaktion der Kolonialherren und die Erklärung des Ausnahmezustandes als Mitursache für Mau-Mau betont.
Forschungen der letzten Jahre haben weitere neue Aspekte des Mau-Mau-Krieges bearbeitet. So lag der Schwerpunkt der Arbeiten der amerikanischen Historikerin Caroline Elkins auf den Internierungslagern. Die britische Verwaltung vernichtete kurz vor der kenianischen Unabhängigkeit viele Dokumente, die Auskunft über die Konzentrationslager hätten geben können. Elkins, die 1997 an einer Dissertation über die kenianischen KZs zu arbeiten begann, fand heraus, dass auch die britischen Archive „gereinigt“ worden waren. Zum einen hatte man viele Dokumente über die ländlichen Internierungslager beseitigt, zum anderen Hinweise auf die Zahl der Todesopfer und Insassen. Insgesamt erweckten die noch vorhandenen britischen Dokumente den Eindruck von Lagern, in denen mit Handwerks- und Hygienekursen erzogen und ausgebildet wurde, kurz, dass es sich um Bildungs- und Zivilisierungslager zum Wohle der kolonialen Bevölkerung handelte.
Zuletzt brachte der britische Historiker David Branch einen neuen Ton in die Forschungsgeschichte ein. Er lenkte den Blick auf die „loyalen“ Kikuyu und arbeitete ihre Rolle als Gegner der Mau-Mau und zugleich antikoloniale Nationalisten heraus. Branch betonte, was bereits vor ihm Kritiker der Nationalismusforschung angesprochen hatten: den Bürgerkriegscharakter dieser historischen Phase, dass nicht allein Kolonialmacht und Siedler gegen Kikyuyu und Mau-Mau kämpften, sondern vor allem konservativ-nationale Kikuyu in Allianz mit den Briten gegen die Mau-Mau siegten.

## Ausstellung
Eine Recherchegruppe des digitalen Museum of British Colonialism in London hat auf Basis der Arbeiten der Historikerin Caroline Elkins eine Ausstellung über britische Internierungslager in Kenia während der 1950er Jahre zusammengestellt. Es werden Fotos, Oral-History-Videoaufzeichnungen von Zeitzeugen und 3-D-Rekostruktionen ehemaliger Internierungs- und Arbeitslager in Kenia gezeigt.